# セレウコス (小惑星)
セレウコス (3288 Seleucus) は、アモール群に属する小惑星。地球近傍小惑星 (NEO) ・火星横断小惑星に分類される。1982年2月28日、西ドイツの天文学者ハンス＝エミール・シュスターが、チリのラ・シヤ天文台で発見した。
「アレクサンダー大王」ことアレクサンドロス3世配下の将軍の一人で、大王の死後に帝国の版図を引き継いだディアドコイの中でも最大の領土を受け継いでセレウコス朝を開いたセレウコス1世にちなんで命名された。